# Xã Champaign, Quận Champaign, Illinois
Xã Champaign (tiếng Anh: Champaign Township) là một xã thuộc quận Champaign, tiểu bang Illinois, Hoa Kỳ. Năm 2010, dân số của xã này là 10.834 người.